# تسجيلات أتلانتيك
شركة تسجيلات أتلانتيك (معروفة ببساطة بتسجيلات أتلانتيك) هي شركة تسجيلات أمريكية رائدة معروفة بشكل كبير بتسجيلاتها الكثيرة للريذم أند بلوز، روك أند رول، جاز، والهيب هوب. على مدى أول 20 سنة من عملها، كسبت أتلانتيك سمعة كواحدة من أهم شركات التسجيل الأمريكية، بالأخص في تسجيلات الجاز، الريذم أند بلوز والسول مغنيين أمريكيين أفارقة من ضمنهم أريثا فرانكلين، ري تشارلز، ويلسون بيكيت، سام وديف، روث براون وأوتيس ريدينغ.